# 4022 Nonna
Nonna (asteróide 4022) é um asteróide da cintura principal, a 2,0564757 UA. Possui uma excentricidade de 0,1277248 e um período orbital de 1 322,21 dias (3,62 anos).
Nonna tem uma velocidade orbital média de 19,39803402 km/s e uma inclinação de 5,09818º.
Este asteróide foi descoberto em 8 de Outubro de 1981 por Lyudmila Chernykh.